# 黃金傳說
《黃金傳說》（日语：／ ikinari ōgon densetsu */?；直譯「突如其來！黃金傳說。」）是日本朝日電視台及其聯播網播出的綜藝節目，由鐵公雞二人組主持。2000年4月18日起播出，播出時段為每星期四19:00至19:58（日本時間）；海外則由國興衛視在台灣播出。其前身為1998年起在深夜時段播出的《Cocoriko黃金傳說》（ココリコ黄金伝説）和《Cocoriko A級傳說》（ココリコA級伝説）。
2016年8月25日播出的節目中，宣布在隔月9月22日播出三小時特別篇（第754集），歷時十八年的節目，於2016年9月22日晚間22點正式結束。。

## 播出時期

### ココリコ黄金伝説時期
1998年10月5日 - 1999年3月

### ココリコA級伝説時期
1999年4月5日 - 2000年3月 

### いきなり!黄金伝説時期
2000年4月18日 - 2001年9月
2001年10月18日 - 2016年9月22日

## 節目概要
該節目邀請藝人（或素人自主報名參加）挑戰各式各樣的主題，如著名單元
- 「跟某種動物做出某種動作」。（例如取得熊的熊掌印或與鯊魚親吻）
- 「一週只能吃OO的傳說」。（一週內只能吃指定食物或飲料，其餘禁止食用）
  - 第一個挑戰為田中直樹的『一週只能吃鰻魚派的傳說』，然而其搭檔遠藤章造也挑戰過『一週只能吃醋醃薑片的傳說』，兩人都曾在休息室裡因為都在吃相同的東西且經紀人都拿三個便當進來而發飆。
- 「一週內只靠某種動物產出的食物生活的傳說」（會分配一些動物）
- 「一週內吃完OO的傳說」
- 「一個月一萬元節約生活」。
  - 其中春日俊彰創下節目收播前都無法打破的2370日圓最高餘額（後來春日又再創下2507日圓餘額紀錄），但春日的一些省錢方法遭到許多觀眾批評。
  - 到最終回累計參加人數有92人。
- 「無人島0元生活」。
  - 任天堂有一款遊戲是以此傳說為參考。
- 「外島0元生活」。(會分配一隻馬)
- 「吃光連鎖餐廳菜單上的所有產品」。
  - 該項傳說一開始由遠藤章造開始做。
  - 該項傳說曾經中斷一段時間，後來在2006年復活，其中羅伯特（日语：ロバート (お笑いトリオ)）挑戰過「牛角」、「河童壽司（日语：かっぱ寿司）」、「螃蟹道樂（日语：かに道楽）」、「藏壽司」和「餃子的王將」5間餐廳，奧黛麗挑戰「薩莉亞」均都挑戰成功。
  - 但自2009年起，由於為了減輕人力成本壓力，於是新增要在限時內吃餐廳菜單完才能達成傳說。
- 吃遍工廠/地區的人氣商品/甜食，以達成各式各樣的「傳說」。

## 主持人
- 鐵公雞二人組（日语：ココリコ）（遠藤章造、田中直樹）（一開始的挑戰人）

### 固定來賓
- 榊原郁惠（日语：榊原郁恵）
- 松居直美（日语：松居直美）
- SHELLY（日语：SHELLY）
- 濱口優（好孩子）（自主參加）
- 山崎弘也（不可接觸）
- 小崇小敏（鈴木崇大、三浦敏和）
- 奧黛麗（若林正恭、春日俊彰）
- 久本雅美

### 準固定來賓
- 有野晋哉（好孩子）
- 超大份料理三姐妹
  - 小原正子（日语：小原正子）（桑波田小原（日语：クワバタオハラ））
  - 宇都宮麻希（日语：宇都宮まき）
  - 阿喬（日语：オジョー）
- 超大份料理代打者
  - 藤田憲右（日语：藤田憲右）（Total Ten Bosch（日语：トータルテンボス））
  - 熱情屋良（日语：パッション屋良）
- 宮川大輔
- 北陽（日语：北陽）（虻川美穗子（日语：虻川美穂子）、伊藤沙織）
- 羅伯特 (搞笑組合)（日语：ロバート (お笑いトリオ)）：（秋山龍次（日语：秋山竜次）、馬場裕之（日语：馬場裕之）、山本博
- 辣妹曾根
- Lotti（日语：ロッチ）（小門建太郎（日语：コカドケンタロウ）、中岡創一）
- 水果酒二人組（日语：フルーツポンチ (お笑いコンビ)）（村上健志、亘健太郎（日语：亘健太郎））
- 我家三人組（坪倉由幸、杉山裕之、谷田部俊）
- U字工事（益子卓郎、福田薰）
- 快樂信吾
- 針千本（日语：ハリセンボン (お笑いコンビ)）（箕輪遙（日语：箕輪はるか）、近藤春菜）
- 河本準一（日语：河本準一）（次長課長）
- Tutorial（德井義實、福田充德）
- Rola

#### 過去的固定來賓
- 石井康太（搞笑團體「悶悶不樂」）
- 矢部太郎（カラテカ）
- 達拉斯石本（石本武士）
- 東貴博（Take2）
- 飯尾和樹（ずん）
- 波田陽区
- 府川亮
- 久本雅美
- 柴田英嗣（不可接觸）

## 音樂
- 「Rag Time On The Rag」作曲，編曲：崎谷健次郎（煮菜常用配樂；1997年12月3日《〈成田離婚〉原聲大碟》，波麗佳音），常被誤認成史考特·喬普林的《演藝人》而被侵權使用。
- 「Money, Money, Money」，瑞典流行樂隊ABBA的歌曲，一個月一萬元節約生活單元時經常使用
- 莫札特第一號法國號協奏曲 (K.412)，上菜時的配樂
- 貝多芬第五號鋼琴協奏曲<皇帝>(OP.73)，上菜時的配樂(會在全菜單系列出現)

## 夢幻的第0個傳說
在播出三小時特別篇最終回時，田中直樹表示節目曾經有企劃第一集開播的傳說挑戰是他和遠藤章造爬上富士山將富士山用高，當時是3776公尺，而目標是要再加一公尺的高度，兩人帶可以增加一公尺的土，變成3777公尺，然而在實行前因為天氣不佳而取消，而第一集的傳說挑戰則變成取得熊的熊掌印。

## 負面部分
自2008年起連續三年被日本PTA全國協議會（Parent-Teacher Association）評選為「家長不希望孩子看的節目」。2008年第18名，2009年第19名，2010年第20名。

## 外部連結
- （日語）いきなり！黄金伝説。 （页面存档备份，存于），朝日電視台的介紹頁面
- （日語）黃金傳說的Facebook專頁
- （繁體中文）黃金傳說 （页面存档备份，存于），國興衛視的介紹頁面

## 節目的變遷
| 日本 朝日電視台 | 日本 朝日電視台                                 | 日本 朝日電視台 |
| --------------- | ----------------------------------------------- | --------------- |
|                 | いきなり!黄金伝説。 （1998.10.05 - 2016.09.22） |                 |
| —               | 日本只有30%的人知道!小常識大優越                |                 |

| 臺灣 國興衛視 每週六 21:00-22:00 · 2017年4月24日起每週一至五 21:00-22:00 · 2017年7月3日起每週一至四 21:00-22:00 | 臺灣 國興衛視 每週六 21:00-22:00 · 2017年4月24日起每週一至五 21:00-22:00 · 2017年7月3日起每週一至四 21:00-22:00 | 臺灣 國興衛視 每週六 21:00-22:00 · 2017年4月24日起每週一至五 21:00-22:00 · 2017年7月3日起每週一至四 21:00-22:00 |
| --- | --- | --- |
| | 黃金傳說 （2001年5月5日 - 2017年11月2日）                                                                       | |
| 千萬風情 | 廣島人這樣玩（週一） 來去石川住一晚（週二） 新潟樂遊趣（週三） 美景佳餚情報站（週四、週五）                     | |

| 臺灣 緯來日本台 每週五 20:00-21:00 | 臺灣 緯來日本台 每週五 20:00-21:00  | 臺灣 緯來日本台 每週五 20:00-21:00 |
| ---------------------------------- | ----------------------------------- | ---------------------------------- |
|                                    | 火力全開!黃金傳說 （2017.06.30 - ） |                                    |
| 美食冤大頭                         | —                                   |                                    |

| 臺灣 緯來日本台 每週一至週五 18:00-19:00 | 臺灣 緯來日本台 每週一至週五 18:00-19:00 | 臺灣 緯來日本台 每週一至週五 18:00-19:00 |
| ---------------------------------------- | ---------------------------------------- | ---------------------------------------- |
|                                          | 火力全開!黃金傳說 （2018.07.31 -? ）     |                                          |
| 大姊當家                                 | 帶寵物去旅行                             |                                          |